# St. Catharines
St. Catharines är en stad i provinsen Ontario i Kanada. Det är med 131 989 invånare (2006) och 96,11 km² den största staden i Regional Municipality of Niagara och storstadsområdet, som totalt har 308 596 invånare, är det sjätte största i Ontario. Staden ligger 51 km söder om Toronto på andra sidan Ontariosjön och 19 km från gränsen mot USA längs Niagarafloden. St. Catharines är Wellandkanalens norra ändpunkt.

## Historik
St. Catharines befolkades först av lojalister under 1780-talet. Platsen fick sitt nuvarande namn 1808, blev town 1845 och city 1876. 
Den första Wellandkanalen byggdes mellan 1824 och 1833. Den har byggts om flera gånger; den nuvarande versionen är den fjärde. Tre av kanalens slussar ligger i St. Catharines. 
Vid mitten av 1800-talet var St. Catharines en ändpunkt på Underground Railroad för flyende amerikanska slavar. Staden hade vid denna tid cirka 6 000 invånare, varav 800 "of African descent".
Efter andra världskriget växte St. Catharines snabbt och flera omkringliggande områden inkorporerades i staden. Brock University grundades 1964.

## Näringsliv
St. Cathariness näringsliv är i hög grad beroende av dess läge på Niagarahalvön mellan Ontariosjön och Eriesjön. Byggandet av Wellandkanalen mellan de båda sjöarna ledde till framväxt av tillverkningsindustri, bland annat GM Canada. Läget mellan Torontoregionen och Buffalo är också lämpligt för handel.
En stamnätsförbindelse för telekommunikationer mellan Kanada och USA går genom staden, vilket gör att flera callcenter ligger där.
Läget mellan de två sjöarna, i skydd av Niagara Escarpment, har lett till ett milt klimat. Dessutom har tjocka lerlager avsatts mellan Nigarasluttningen och Ontariosjön. Detta gör att vinodling är möjligt i området.

## Större parker
- Montebello Park
- Lakeside Park
- Burgoyne Woods
- Happy Rolph’s Bird Sanctuary
- Ontario Jaycee Gardens
- Walker Arboretum
- Woodgale Park

## Politik
Staden styrs av en stadsfullmäktige på tolv personer och en borgmästare. I regionfullmäktige i Regional Municipality of Niagara representeras staden av sin borgmästare och sex valda ledamöter. Dessa sju utgör nästan en tredjedel av regionfullmäktiges 30 platser.

## Artikelursprung
Den här artikeln är helt eller delvis baserad på material från engelskspråkiga Wikipedia.